# Josiah Wood
Pour les articles homonymes, voir Wood.
Josiah Wood, né le 18 avril 1843 à Sackville où il meurt le 13 mai 1927, est un avocat et homme politique canadien.
Il est sénateur canadien de 1895 à 1912 et lieutenant-gouverneur du Nouveau-Brunswick de 1912 à 1917.

## Biographie
Josiah Wood naît le 18 avril 1843 à Sackville.
Il suit des études à l'Université Mount Allison, devient avocat, mais rejoint finalement l'entreprise familiale dont il devient seul propriétaire après la mort de son père et de son frère. Il se révèle un excellent homme d'affaires et investit dans le secteur bancaire, l'import-export, l'immobilier et possède même une flotte de navires de commerce.
Wood se lance sans succès en politique en 1878 mais est élu en 1882 comme député fédéral du Westmorland sous la bannière conservatrice. Il siègera jusqu'en 1895 à la Chambre des communes en étant réélu en 1887 et 1891.
Wood devient sénateur le 5 août 1895 sur recommandation du premier ministre Mackenzie Bowell. Très actif, il prend part à de nombreux débats, notamment sur la question des écoles du Manitoba où, bien que méthodiste pratiquant, il prend le parti des catholiques.
Il démissionne du Sénat pour devenir lieutenant-gouverneur du Nouveau-Brunswick le 6 mars 1912, poste qu'il occupera jusqu'en 1917. Son action la plus marquante a lieu en 1914, lorsqu'il force le premier ministre James Kidd Flemming à démissionner à la suite d'un scandale financier.
Josiah Wood meurt le 13 mai 1927 à Sackville.